# Roff

roff — система допечатной подготовки, состоящая из языка разметки документа и набора программ для его преобразования в другие форматы и для его печати. Входит в стандартную поставку ОС Unix и её многочисленных клонов. Главным образом, известна благодаря тому, что страницы руководства (для утилиты man) этих операционных систем написаны в формате roff. Также использовалась для написания научных и технических книг, статей и стандартов, для корпоративных документов.
Является прямой наследницей первой компьютерной типографской программы runoff, которая была написана в 1961 году для операционной системы CTSS. Немногим позднее выходит ОС Multics и runoff портируют под неё. Наконец, примерно в 1970 году runoff появляется в Unix с немного сокращённым именем — «roff», в связке с программами troff и nroff, вместе образующими первую roff-систему. В дальнейшем имя «roff» не использовалось для именования исполняемых файлов, а только для названия этой системы в целом.

### Документация
- roff — основные принципы и история типографской системы roff (перевод `man roff`)

### Современные реализации roff-системы
- groff — Document formatting system
- The Heirloom Documentation Tools